# Perinereis variodentata
Perinereis variodentata är en ringmaskart som först beskrevs av Augener 1913.  Perinereis variodentata ingår i släktet Perinereis och familjen Nereididae. Inga underarter finns listade i Catalogue of Life.